# Устройство сенсорного голосования
Устройство сенсорного голосования (УСГ), также комплекс электронного голосования (КЭГ) — электронная машина для голосования на основе сенсорного дисплея. 
Голосование при этом производится непосредственно через интерфейс устройства без использования бумажных бюллетеней. Голоса избирателей обрабатываются и подсчитываются автоматически. 
Устройство активируется избирателем при помощи одноразовой карты со штрих-кодом.
Существуют как стационарные сенсорные устройства, так и переносные, предназначенные для голосования на дому.
Ряд моделей способен параллельно вести учёт голосов на бумажном носителе, и эта возможность в ряде стран, в том числе и в России, является обязательным требованием.

## Процедура голосования
До начала голосования устройство находится в деактивированном состоянии, чтобы невозможно было воспользоваться им в целях фальсификации. Утром при открытии участка машина активируется при помощи электронного ключа. По смыслу эта процедура аналогична опечатыванию урны для бумажных бюллетеней. Избиратели получают одноразовые штрих-карты, которые вставляют в специальный разъём устройства и голосуют, касаясь сенсорного дисплея, на котором отображается электронный бюллетень. При этом система потребует от избирателя подтвердить свой выбор и только после этого запомнит его.
Если в один день проводятся выборы нескольких уровней (например, парламентские и муниципальные), устройство сенсорного голосования сначала предложит избирателю выбрать вид бюллетеня и подтвердить свой выбор по каждому из них отдельно. Если избиратель ушёл, по ошибке не подтвердив голос, такой бюллетень будет засчитан как испорченный. По окончании голосования устройство само распечатывает итоговый протокол.

## Надёжность и проверяемость
Проверяемость результатов является общей проблемой машин для голосования. Возможность регистрации голосов на бумажном носителе во многих странах является требованием многих общественных активистов, а где-то и закона. Так, в США ряд машин может выдавать избирателю распечатанную на подключённом к устройству принтере квитанцию, в которой указаны выбранные им кандидаты. В России итоги регистрируются на бумажной ленте, аналогичной кассовой. Избиратель видит через специальное окошко, что его голос пропечатался на бумажном носителе, а когда он покидает кабинку, лента прокручивается, чтобы следующий избиратель не видел выбор предыдущего. Тем не менее, даже при таких мерах часть авторитетных российских экспертов опасается массовых фальсификаций при помощи УСГ.
Помимо возможности злонамеренного вмешательства в ход голосования, подобные устройства могут испытывать ряд чисто технических проблем. Например, в 2006 году в Майами из-за неправильной калибровки сенсорного дисплея были неправильно учтены три голоса.

## УСГ в России
В России комплексы для электронного голосования используются с 2006 года. Поскольку сенсорное устройство является в стране единственной разновидностью машины для голосования с прямой записью, то термины  «устройство сенсорного голосования» и «комплекс для электронного голосования» в российском словоупотреблении фактически синонимичны, хотя в других странах существуют кнопочные модификации КЭГ. 
Стала известной в России «бразильская» машина для голосования, рассматривавшаяся многими как оптимальный вариант для закупки ЦИКом ввиду низкой цены. Но от бразильской машины решено было отказаться из-за малой надёжности и невозможности параллельной регистрации голосов на аналоговом носителе. 
Современное российское устройство преподносится ЦИК как самое экономичное в своей категории надёжности и удовлетворяющее самым строгим европейским требованиям.